# Armenhaus Weitersfeld
Das Armenhaus Weitersfeld als ehemaliges Armenhaus steht in der Marktgemeinde Weitersfeld im Bezirk Horn in Niederösterreich. Das Gebäude steht unter Denkmalschutz (Listeneintrag).

## Geschichte

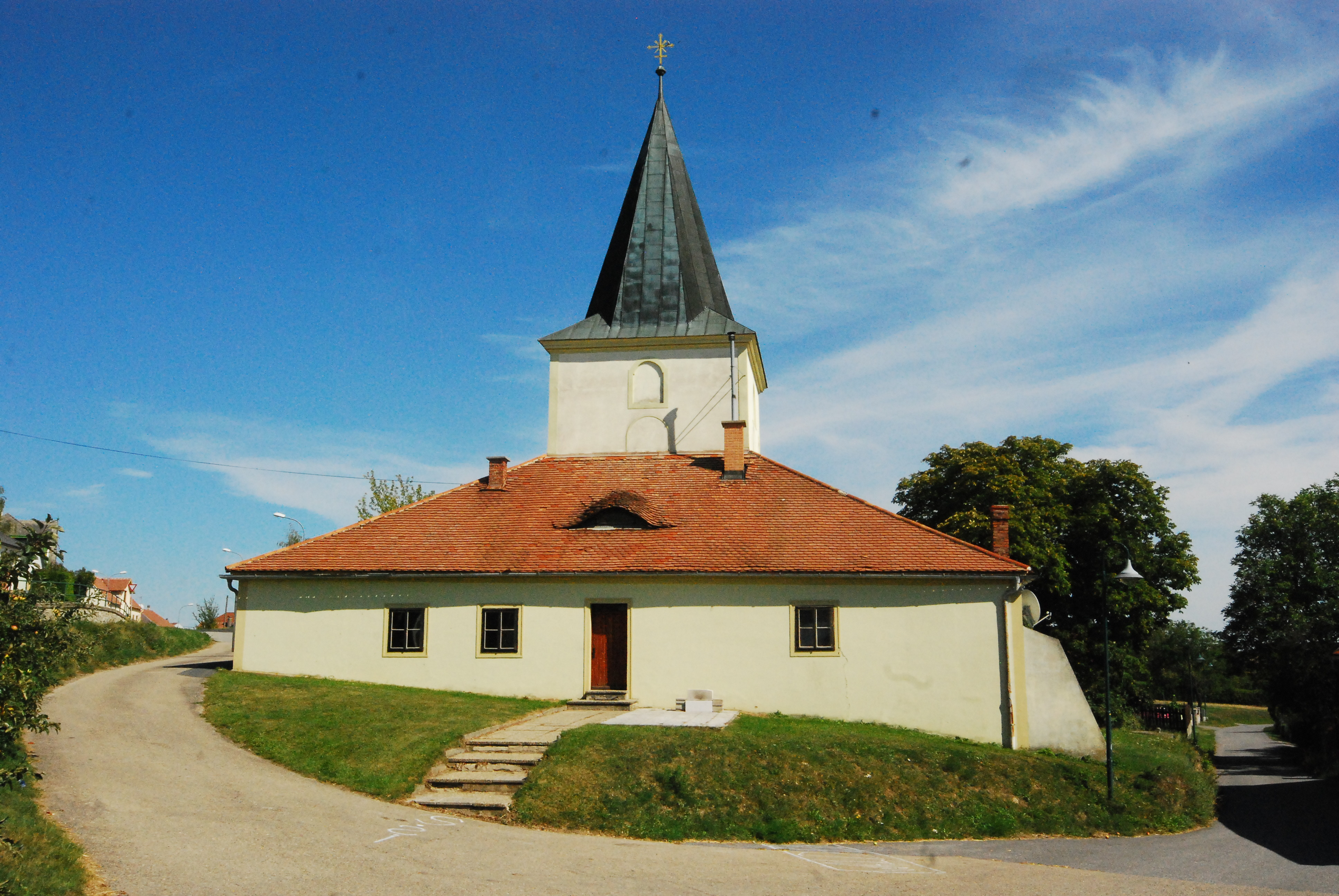
Armenhaus Weitersfeld (2012)

Das Armenspital wurde 1669 von der Familie St. Julian, damals Besitzer der Grafschaft Hardegg, im Markt Weitersfeld gegründet. Es war somit ein herrschaftliches Spital und nicht, wie mitunter fälschlich verbreitet, ein Bürgerspital. Es wurde nach Abschluss der Bauarbeiten am 8. Dezember 1673 eröffnet. Der Stiftbrief verpflichtete den jeweiligen Besitzer 12 Personen im Spital mit Unterkunft, Verpflegung und Bekleidung zu versorgen und den ersten Jahrzehnten wohnten auch immer 10–12 Personen darin. Als die Familie St. Julian 1719 wegen der Verschuldung ihrer drei damaligen Grundherrschaften (Riegersburg/Hardegg, Wallsee und Hof an der March) Sparmaßnahmen ergreifen musste, „verschwand“ der Stiftbrief und fortan lebten nur mehr 8 Spitaler im Armenhaus. 1730 kaufte die Familie Khevenhüller die Grafschaft Hardegg und übernahm damit das Spital. Unter ihnen erhielt die Einrichtung den Charakter einer Seelgerät-Stiftung und ihre Spitalsordnung schrieb den Bewohnern viele Gebete vor (täglich 2 Frauen-Litaneien, 6 Rosenkränze, 18 Vaterunser und 6 Glaubensbekenntnisse). Als 1811 infolge des Staatsbankrotts das Geld auf ein Fünftel abgewertet wurde, sank auch die Kaufkraft des Stiftungskapitals und der daraus erzielten Zinsen. Weil damit der Unterhalt für 8 Bewohner nicht mehr finanziert werden konnte, wurden durch Todesfälle freiwerdende Stellen nicht mehr nachbesetzt. 1819 finanzierte die Gemeinde eine Sanierung des baufällig gewordenen Gebäudes. 1822 wohnten nur noch 3 Spitaler im Haus. Die Herrschaftskanzlei nutzte das Gebäude nun auch zur Unterbringung von Saisonarbeitern, Tagelöhnern oder kranken Dienstboten. 1823 führt das den Franziszeischen Kataster begleitende Grundbuch die Gemeinde als Besitzer des Spitals, 1835 erfolgte eine weitere Renovierung. Im Oktober 1866 starben innerhalb von 10 Tagen 7 Menschen im Spital an der Cholera, möglicherweise wurde es damals als Seuchenspital genutzt. Nach 1893, als die staatlichen Bezirksarmenhäuser eingeführt wurden, gab es keinen Bedarf mehr für die Institution. 1907 wurde der Turm um ca. einen Meter erhöht und mit einem neuen Turmhelm versehen.
Die Spitalsakten sind erhalten geblieben und liegen im Österreichischen Staatsarchiv (Abt. HHStA). Das Spital ist wahrscheinlich das älteste der drei noch erhaltenen herrschaftlichen Armenhäuser in Niederösterreich.

## Beschreibung
Das Gebäude ist ein einstöckiges, nahezu quadratischer Zentralbau ohne Keller mit 19,5 Metern Seitenlänge und einem mittig angeordneten Turm mit spitzem Turmhelm und einer Höhe von 10,5 Metern. Im Turmuntergeschoß war ein tonnengewölbter Kapellenraum untergebracht. An der Südwest-Ecke ist ein Stützpfeiler angebaut, dessen Konstruktion wohl aufgrund der Hanglage notwendig war.